# Hermann Esch
Hermann Esch (* 19. Oktober 1879 in Mannheim; † 10. Januar 1956 in Heppenschwand) war ein deutscher Architekt und gehörte beruflich zu den Protagonisten der Gartenstadtbewegung in Deutschland.
Hermann Esch studierte Architektur an der Technischen Hochschule Karlsruhe und an der Technischen Hochschule München.
Er ließ sich um 1906 gemeinsam mit Arno Anke als freier Architekt in Mannheim nieder. Neben der Mannheimer Gartenstadt entstanden auch außerhalb der Rhein-Neckar-Region Gartenstädte nach Planungen von Esch und Anke, so z. B. ab 1910 die Gartenstadt Quasnitz bei Leipzig. Des Weiteren gehören verschiedene Wohnhäuser in Mannheim und die protestantische Kirche in Maikammer (1913–1914) zu den gemeinsamen Arbeiten der beiden Architekten.
Esch war Mitglied im Deutschen Werkbund (DWB), im Bund Deutscher Architekten (BDA) und im Unterbadischen Architekten- und Ingenieur-Verein. Nach der Novemberrevolution schuf Esch das im Juni 1921 vom Freistaat Preußen angenommene neue Wappen. Zu Eschs privaten Interessen zählte die Mannheimer Stadtgeschichte, er war Mitglied im Mannheimer Altertumsverein.
Im Mannheimer Stadtteil Käfertal ist eine Straße nach Esch benannt.